# بيتسولو فاللي أوتسوني
بيتسولو فاللي أوتسوني هيبلدية (كوميون) في مقاطعة كونيو في المنطقة الإيطالية بيدمونت، وتقع على بعد حوالي 70 كيلومتر (43 ميل) جنوب شرق تورينو وحوالي 50 كيلومتر (31 ميل) شمال شرق كونيو.
يقع Pبيتسولو فاللي أوتسوني على حدود البلديات التالية: بيرغولو، كاستيلليتو أوتسوني، كورتيميليا، ليفيتسا، Piana Crixia، سيرولي.